# 남관표
남관표(南官杓, 1957년~)는 대한민국의 외교관이다.

## 학력
- 경기고등학교
- 서울대학교 법학 학사
- 존스홉킨스 대학교 대학원 국제정치학 석사

## 경력
- 1978년 제12회 외무고시 합격
- 1986.06 주시카고대한민국총영사관 영사
- 1992.08 주 일본 대한민국 대사관 1등서기관
- 1995.04 주 필리핀 대한민국 대사관 참사관
- 1997.08 외무부 정책총괄과 과장
- 2000.02 주 베트남 대한민국 대사관 참사관
- 2002.01 외교통상부 조약국 심의관
- 2004.03 외교통상부 혁신담당관
- 2006.01 외교통상부 정책기획국장
- 2007.03 국무총리실 규제개혁조정관
- 2007.03 ~ 2008.09 국무총리실 규제개혁실 실장
- 2008.10 부산광역시청 국제자문대사
- 2011.09 ~ 2014.10 제10대 주 헝가리 대한민국 대사관 대사
- 2014.12 ~ 2015.10 제16대 서울특별시청 국제관계대사
- 2015.10 ~ 2017.06 주 스웨덴 대한민국 대사관 대사
- 2017.06 ~ 2019.02 국가안보실 제2차장
- 2019.05 ~ 2021.01: 주 일본 대한민국 대사관 대사
- 2023.01 ~ 2024.05: 국회의장 직속 경제외교자문위원회 민간위원

## 가족
- 2남: 장남 남동우는 경희대학교 한방병원 진료교수이고, 차남 남동왕은 치과의사이다.

## 수상
- 2015년 : 헝가리 십자대훈장[1]